# Dance Drill
Dance Drill (ダンドリ?, Dan Dori) è un dorama estivo in 11 puntate di Fuji TV andato in onda nel 2006. Basato su una storia vera, narra le vicende di un gruppo di allieve di liceo con la passione per la danza (per l'esattezza ragazze pon pon) che faranno di tutto per realizzare la propria passione e raggiungere l'obiettivo delle finali al campionato nazionale studentesco.
La vicenda si concentra principalmente su 5 amiche che rappresentano il fulcro e centro di tutta la narrazione; si tratta in pratica di una versione al femminile della fortunata serie Water Boys, dove la danza prende il posto del nuoto per l'appunto.

## Protagonisti
- Nana Eikura - Aikawa Kaname
- Rosa Katō - Sueyoshi Futaba
- Taichi Kokubun - Ishibashi Wataru
- Takahisa Masuda - Suzuki Carlos Saburota
- Miho Kanno - Takamiya Miyuki
- Ayaka Morita - Ikeda Mayumi
- Aki Nishihara - Hanagami Sayaka
- Keiko Toda - Aikawa Fusae
- Saya Yuki - Hamada Kyōko
- Ryō Kimura - Jinguji Tatsuro (ep. 1 guest)
- Haruka Kinami
- Sayaka Kaneko
- Mayumi Asaka
- Eri Tokunaga
- Akio Kaneda
- Mari Hamada
- Seiji Rokkaku
- Yūko Itō (ep. 6)
- Kōji Ōkura
- Isao Natsuyagi
- Yosuke Saito
- Masato Irie
- Kenichi Ishii
- Madoka Matsuda
- Toshihiro Yashiba
- Kana Matsumoto
- Kaori Yamaguchi